# Завіса (роман)
«Завіса» — детективний роман англійської письменниці Агати Крісті (1890–1976), надрукований у 1975 році.
Цей літературний твір завершив серію романів про Еркюля Пуаро, головного персонажа книг-детективів. В кінці твору Пуаро помирає і письменниця символічно попрощалася з ним. Цей твір був написаний ще в 30-тих роках на випадок смерті Агати Крісті в Другій світовій війні (вона не хотіла щоб хтось крім неї продовжував серію про Еркюля Пуаро).

## Сюжет
Оповідання ведеться від імені капітана Артура Гастингса. Після смерті Пуаро він отримує листа, в якому Еркюль все розповідає про останню справу, де він спіткав майже ідеального вбивцю, а також пояснює свою смерть, бажаючи Гастингсу продовжувати жити спокійно і не звинувачувати себе ні в чому.
У романі розповідається про те, що Пуаро в кінці життя — змучений артритом інвалід у візку, але все з таким же гострим розумом — нарешті знаходить майже ідеального вбивцю. Цей убивця нітрохи не поступається розумом самому Пуаро, проти нього неможливо знайти прямих доказів, так як він здійснює вбивства руками інших людей, дуже вміло ними маніпулюючи.

## Екранізація
По роману в 2013 році був знятий заключний епізод культового британського серіалу «Пуаро Агати Крісті».